# 丁德爾 (蘇丹)
丁德爾（阿拉伯语：‎）是位於蘇丹東部森納爾州的一座城鎮。它位於丁德爾河西岸的一個大型河道彎曲處內。
儘管距公園邊界93（58英里），丁德爾仍是前往丁德爾國家公園的旅遊門戶。

## 歷史

### 蘇丹內戰（2023年起）
2024年7月2日，在森納爾攻勢期間，快速支援部隊在丁德爾戰役中自蘇丹武裝部隊手中奪取了丁德爾。蘇丹武裝部隊於2024年7月4日重新控制該城，但在2024年7月5日又被快速支援部隊重新奪回。
2024年10月19日，丁德爾爆發第四次戰鬥。蘇丹武裝部隊於2024年10月23日完全奪回該城。